# Jaime Torres
Pour les articles homonymes, voir Torres.
Jaime Torres, né le 21 septembre 1938 à San Miguel de Tucumán en Argentine et mort le 24 décembre 2018 à Buenos Aires (Argentine), est un musicien argentin qui fit connaître au monde entier le charango, un instrument de musique folklorique des pays andins.

## Biographie
Jaime Torres naît le 21 septembre 1938 en Argentine de parents ayant émigré de Bolivie. Il fait son apprentissage du charango, instrument typiquement andin à cinq paires de cordes, auprès du luthier bolivien Mauro Núñez. Ce dernier lui fabrique même ses premiers instruments.
Jaime Torres donne au charango une renommée mondiale en interprétant l'album Misa Criolla du compositeur Ariel Ramírez, sorti en 1964. En 1965, il effectue sa première tournée en Europe.
En 1974, il joue lors de la cérémonie d'ouverture de la Coupe du monde de football qui a lieu en Allemagne.
Il reçoit In Memoriam un Coup de Cœur Musiques du Monde 2019 de l’Académie Charles Cros le mercredi 20 mars 2019 à Portes-lès-Valence, dans le cadre du Festival « Aah ! Les Déferlantes ! ».

## Discographie
- 1964: Virtuosismo en charango, Philips 82075
- 1967: Aplausos para un charango, Philips 82162
- 1968: Taquirari
- 1969: Norte arriba
- 1979: De antiguas razas
- 1993: Chaypi, con Eduardo Lagos, Philips / Polygram 518 744-2
- 2007: Electroplano
- 2007: Charango, Sonkko, America
- 2008: Altiplano